# Баба Тахір
Баба Тагер (*باباطاهر, XI ст.) — середньовічний іранський поет та письменник, що складав твори лурською мовою або на одному з діалектів фарсі. Передував Омару Хаяму. Повне ім'я Баба Тагер Ор'ян Гамадані.

## Життєпис
Напевне походив з лурського племені курдів. Про Баба Тагера відомо дуже небагато. Достеменно відомо, що він народився у м.Хамадан. Дата смерті його також невідома точно. Вважають, що Баба Тагер народився в кінці X століття. За свідченням Раванда, автора історичної хроніки «Рахат ас-судур», Бабу Тагера 1055 року було представлено сельджуцькому султану Тогрул-беку. Це суперечить твердженню, що Тагер помер 1019 року. Існує версія, що він жив між 1000 та 1055 роками. за іншою — прожив 85 років.
На підставі інших згадок відомо, що Баба Тагер вів спосіб життя мандрівного дервіша, проте завжди повертався до рідного міста. Тому його життя віддзеркалилося в численних легендах. За однією якось Баба Тагер пішов з Гамадану босоніж, піднявся на гору Альванд. Тут присів на гірський виступ. Невдовзі сніг навколо нього розтанув на 10 кроків. за бідність отримав прізвисько «Ор'ян», тобто Голий.
Помер і поховано його в Гамадані. тут натепер знаходиться його гробниця, яка є місцем паломництва. Її було відновлено у 1970 році.

## Творчість
Основне місце в його творчості займають чотиривірші (зібрано близько 300 з них). Це дубейті. На думку низки дослідників вважається, що писав лурською мовою, інші відносять її до хамаданського діалекту фарсі. разом з тим є свідчення, що перші вірші складав поширеною на той час мовою пахлаві. Для творчості Тагера характерне алегоричне звучання, але крім цього воно пронизане тонкими ліричними почуттями. Тривалий час вірші передавалися усно при цьому грали на сетарі, було їх записано лише на початку XVII ст.
Також є автором трактату з етики «Каламат аль-Каср» («Короткі слова»), який написано арабською мовою. тут зібрано майже 400 афоризмів.